# Exocentrus barbieri
Exocentrus barbieri är en skalbaggsart som beskrevs av Maurice Pic 1951. Exocentrus barbieri ingår i släktet Exocentrus och familjen långhorningar. Inga underarter finns listade i Catalogue of Life.